# Dan Tufiș
Dan Tufiș (n. 5 februarie 1954, București, România) este un inginer român, membru corespondent din 1997 și membru titular din 2011 al Academiei Române.